# La maja vestida
La maja vestida es una de las obras más conocidas del pintor español Francisco de Goya. Está realizada en óleo sobre lienzo, mide 95 cm de alto y 188 cm de ancho, y fue pintada entre 1800 y 1808. Se encuentra en el Museo del Prado, Madrid, España, desde 1901, después de un largo periodo en la Real Academia de San Fernando.

## Historia
En origen, esta pintura y su «hermana», La maja desnuda, recibían el nombre de «gitanas» y no de «majas». Así aparecen en el inventario realizado en 1808 de los bienes de Manuel Godoy, su primer propietario. 
En 1813 fue llevada al Depósito General de Secuestros de la calle Alcalá, donde se refiere por primera vez a «una mujer vestida de maja», para después ser reclamadas ambas obras por el Tribunal de la Inquisición por ser «pinturas obscenas». Fue expuesta al público por primera vez en la Real Academia de San Fernando.
En 2022, dos activistas del grupo contra la crisis climática Futuro Vegetal pegaron sus manos con pegamento a los marcos de este cuadro y de La maja desnuda, situada a su lado.

## Análisis del cuadro

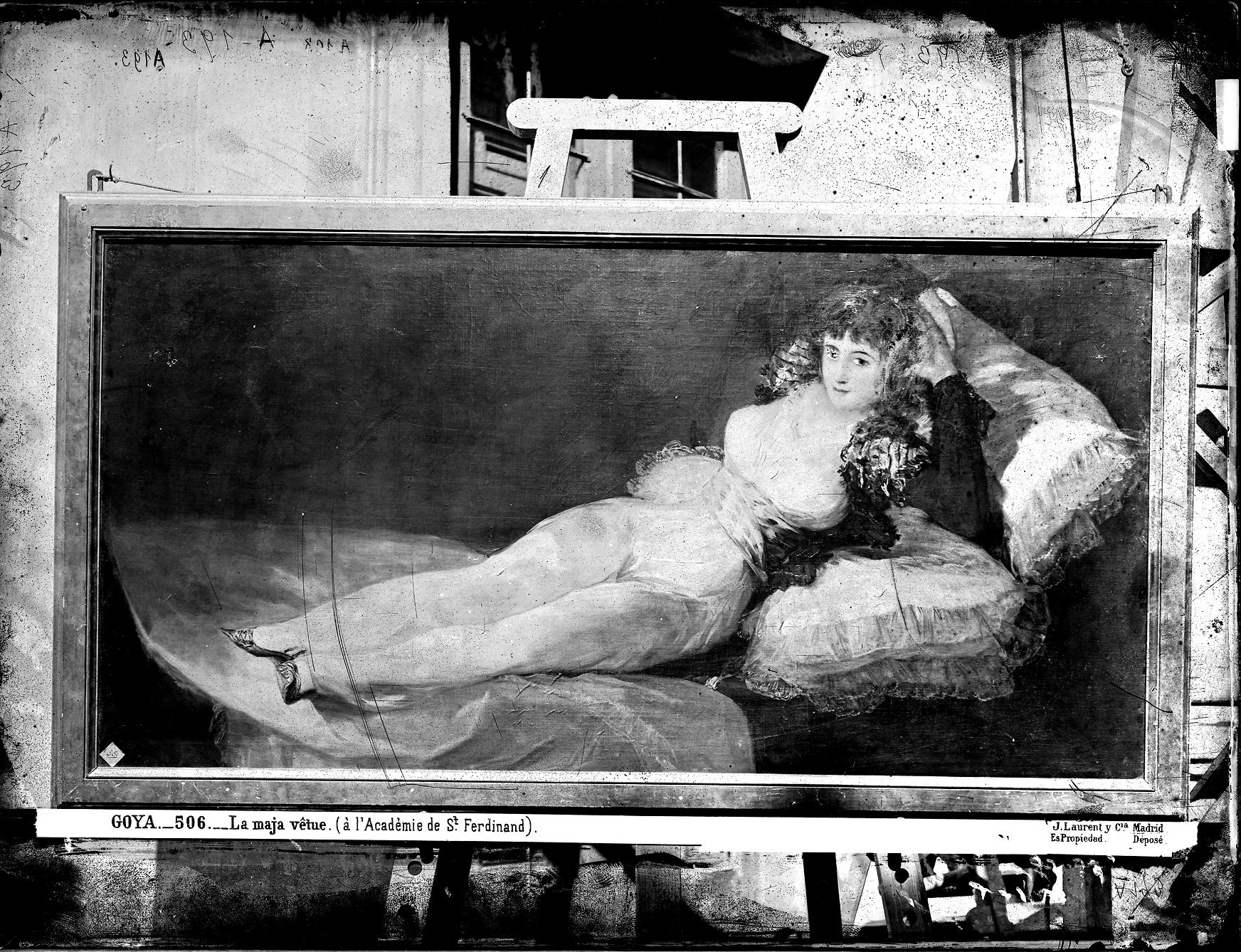
La maja vestida sobre un caballete y fotografiada al sol por J. Laurent, en la Real Academia de Bellas Artes de San Fernando.

El vestido blanco de esta maja lleva en la cintura una lazada rosa. Otra nota de color del cuadro la pone la chaquetilla corta, de mangas anaranjadas con los puños rematados con encaje negro. Lleva zapatos dorados de pequeño tamaño.
Goya la pintó con pinceladas sueltas, pastosas y muy libres, a diferencia de La maja desnuda, en la que el pintor es más cuidadoso en el tratamiento de las carnaduras y sombreados. La figura de la maja está bañada con una luz que destaca las diferentes texturas.
Se retrata a la misma mujer recostada en un lecho y mirando directamente al observador. No se sabe a ciencia cierta quién es la retratada. Se apuntó la posibilidad de que se tratara de la decimotercera duquesa de Alba, María del Pilar Teresa Cayetana de Silva y Álvarez de Toledo, amiga de Goya. No obstante, dado que el primer propietario fue Godoy, se ha considerado más probable que la modelo directamente retratada haya sido la entonces amante y luego esposa del propio Godoy, Pepita Tudó.